# Cratere Cray
Cray  è un cratere sulla superficie di Marte.